# 勝地弘
勝地 弘（かつち ひろし）は、日本の工学者。国立大学法人横浜国立大学大学院工学研究院教授。博士（工学）、技術士（建設部門）、土木学会認定上級土木技術者（鋼・コンクリート）。専門は、橋梁工学、構造工学、振動力学、耐風工学。兵庫県出身。
土木学会、日本風工学会、日本道路協会、国際橋梁構造工学会に所属。

## 略歴
東京工業大学工学部卒業後、本州四国連絡橋公団（現・本州四国連絡高速道路（株））にて、吊橋や斜張橋の耐風設計を担当。その後、ジョンズ・ホプキンズ大学に留学し、Robert H. Scanlan教授、Nicholas P. Jones教授（現同大工学部長）に指導を仰ぐ。その後、横浜国立大学に異動し、現在に至る。
- 1985年 東京工業大学工学部土木工学 卒業
- 1985年 本州四国連絡橋公団（現・本州四国連絡高速道路（株））
- 1997年 ジョンズ・ホプキンズ大学工学部土木工学修士(含む博士課程前期)課程 修了
- 1998年 横浜国立大学工学部建設学科 助手
- 2000年 横浜国立大学工学部建設学科 助教授
- 2001年 横浜国立大学大学院工学研究院 助教授
- 2007年 横浜国立大学大学院工学研究院 准教授
- 2009年 横浜国立大学大学院工学研究院 教授
- 2019年 土木学会構造工学委員会委員長[3]

## 著書
- Richard Scott（翻訳：勝地弘、大橋治一、鳥海隆一、花井拓） 『タコマ橋の軌跡 -吊橋と風との闘い-』 三恵社、2005年

## 受賞歴
- 土木学会田中賞(論文部門) (1999)
- 日本風工学会出版賞 (2005)
- 土木学会構造工学シンポジウム論文賞 (2007)
- 日本風工学会賞論文賞 (2007)